# Macropanelus sumatrensis
Macropanelus sumatrensis är en skalbaggsart som beskrevs av Teruo Ochi, Masahiro Kon och Kunio Araya 1998. Macropanelus sumatrensis ingår i släktet Macropanelus och familjen bladhorningar. Inga underarter finns listade i Catalogue of Life.